# Gmina Jarocin (Powiat Niżański)
Die Gmina Jarocin ist eine Landgemeinde im Powiat Niżański der Woiwodschaft Karpatenvorland in Polen. Ihr Sitz ist das gleichnamige Dorf mit etwa 1250 Einwohnern.

## Gliederung
Zur Landgemeinde (gmina wiejska) Jarocin gehören folgende zehn Ortschaften mit einem Schulzenamt.
Domostawa
Golce
Jarocin
Katy
Kutyły
Majdan Golczański
Mostki
Szyperki
Szwedy
Zdziary
Weitere Orte der Gemeinde sind Bukowa, Deputaty, Jeże, Łoza, Nalepy, Sokale, Wasile und Nowa Ruda.